# 안산교육회복지원단
안산교육회복지원단은 대한민국의 교육행정기관으로, 2014년 8월 1일 설치되어 2021년 2월 28일까지 존속한 경기도교육청 직할기관이었다. 세월호 참사 사건으로 인한 각종 피해로부터 회복을 위한 ㅁ목적으로 한시 조직, 운영되었다. 지원단장은 지방행정부이사관으로 임명되었다. 제1대 안산교육회복지원단장은 부이사관 서남철이 임명되었다. 2017년 1월 1일에는 전 경기도립과천도서관장	지방부이사관 김광섭이 지원단장으로 부임하였다. 2018년 1월 1일에는 전 경기도교육청 마을교육공동체기획단장 지방서기관 유기만이 지원단장으로 부임하였다. 위치는 구)안산교육지원청 부지였던 경기도 안산시 단원구 적금로 134에 위치하였다.

## 개요
세월호 참사로 붕괴된 경기도 안산지역 교육력의 정상화를 집중 지원하게 될 안산교육회복지원단은 이번에 발령난 일반직을 포함, 모두 16명으로 구성돼 2016년 2월까지 한시적으로 운영 예정이었다. 그러나 뒤에 기관 운영으 2021년까지 연장하였다. 구)안산교육지원청 부지였던 경기도 안산시 단원구 적금로 134(경기도 안산시 단원구 고잔동 517-2)에서 개설됐다.
설치와 동시에 3급 부이사관급 지원단장에 서남철 전 경기도의회 수석전문위원을 단장으로 임명하고 교육행정직 공무원 5명을 2014년 8월 1일자로 지원단에 발령했다. 지원단은 이들을 포함해 장학관 1명, 장학사 5명, 일반직 10명 총 16명으로 구성하였다. 당초 한시 운영 계획이었으나 뒤에 기구를 2021년까지 연장, 운영하게 되었다.
업무는 치유회복지원, 교육가족지원, 소통협력지원 등 3개 팀 15명으로 구성돼 단원고 생존 및 피해학생을 중심으로 교육 및 치유지원과 추모사업을 진행하였다. 대표적 사업으로는 희생자 한명 한명에 대한 약전 발간, 단원고 생존학생 등에 대한 심리치유, 희생자 및 피해자 형제자매 지원, 4·16 단원장학재단 출범지원 등이었다. 교육가족지원팀의 업무는 4.16민주시민교육원 건립 추진, 단원고 4.16기억교실 유지·관리, 세월호 참사 희생자 추모시설 관리 지원, 세월호 참사 현장 현안 점검, 구)안산교육지원청 청사관리이고, 소통협력지원팀은 세월호 참사 피해자 심리치유 지원, 4.16가족·시민단체와의 소통, 세월호 참사 관련 추모사업 운영, 세월호 관련 기록물 관리 및 활용 지원, 4.16민주시민교육원 프로그램 개발 등의 업무를 맡아보았다.
2019년 2월 20일 김영백이 단장으로 부임했다. 2020년 1월 1일 전 경기도용인교육지원청 교수학습국 학교현장지원과장 지방교육행정사무관 송흥배가 지방행정서기관으로 승진, 안산교육회복지원단장으로 부임했다.

## 역대 단장
- 서남철 2014년 7월 25일 ~ 2016년 12월 31일, 지방부이사관
- 김광섭 2017년 1월 1일 ~ 2017년 12월 31일
- 유기만 2018년 1월 1일 ~ 2019년 2월 19일
- 김영백 2019년 2월 20일 ~ 2019년 12월 31일
- 송흥배 2020년 1월 1일 ~ , 지방행정서기관
- 노진현 ~ 2021년 2월 28일,

## 관련 항목
- 세월호 참사 사건
- 경기도교육청
- 경기도안산교육지원청
- 김미정

## 관련 자료
- [새얼굴] 서남철 안산교육회복지원단장 경기일보 2014-07-27.
- 경기교육청, 안산교육회복지원단 계약직 5명 채용 베리타스 알파 뉴스 2014.07.30.
- 경기교육청, 안산교육회복지원단 운영 연장 경향신문 2015.03.30.
- 세월호 희생자 지원 '안산교육회복지원단' 제역할 못한다 아시아경제 2014.09.26.
- 안산교육회복지원단 6년여간 운영 마무리...416민주시민교육원 4월 개원 경인방송 2021.01.06.